# 巴黎地鐵12號線
巴黎地铁12号线（法語：Ligne 12 du métro de Paris）为巴黎地铁路网之一，于1910年通车。本线自巴黎市北边的歐貝維利耶起，向南曲折的穿越巴黎市区中西部，经蒙马特高地，穿越塞纳河，最终到达巴黎西南郊的伊西莱穆利诺。

## 历史

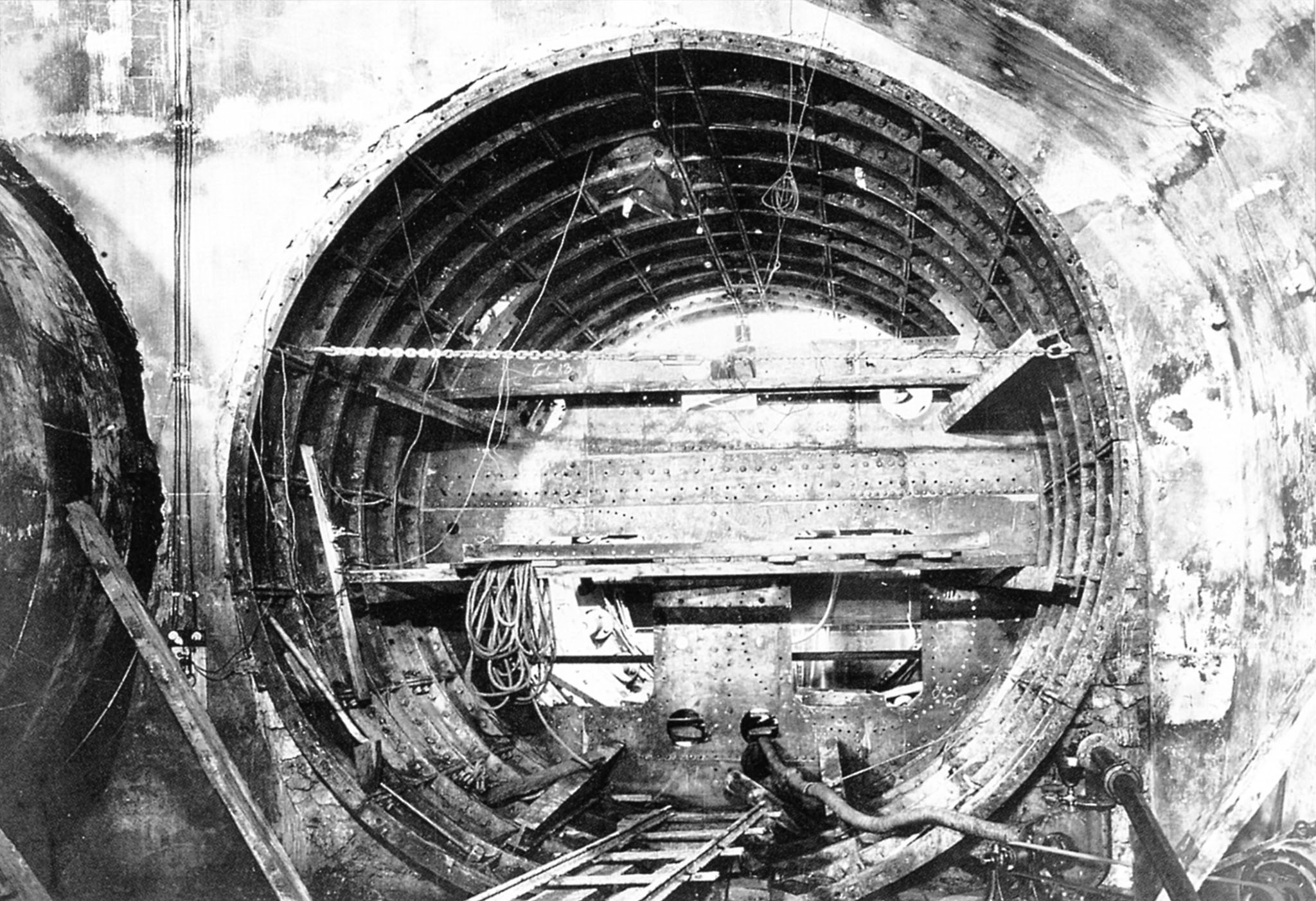
12号线的塞纳河河底隧道截面

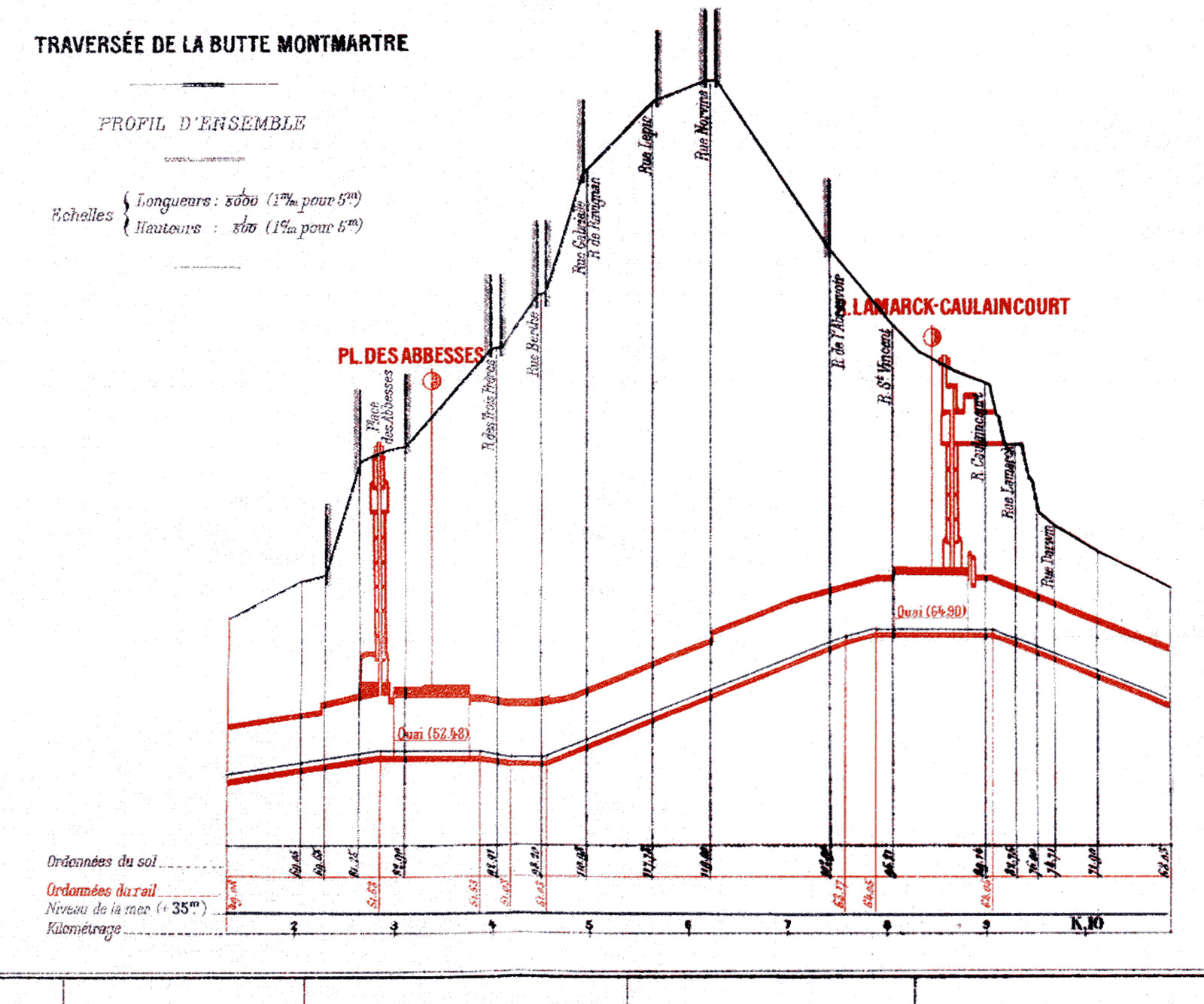
12号线的蒙马特地底走向截面图

12号线并非是巴黎地铁一期路网的一部分。但在巴黎城铁公司修建一期路网时，另一家地铁公司--南北地下电气铁路公司同时参与了地铁路网的竞争。1910年代初，城铁公司的一期路网完工之际，南北公司规划和修建的地铁A线和B线也相继完工，1930年南北公司被城铁公司收购，AB两线分别改名为12号线和13号线。 
- 1900年代，工程师贝里埃提出可在巴黎修建另外一种地铁系统，与伦敦地铁的金属管道式结构类似，可以避免线路修建遇到民房需要拐弯的问题，从而使线路更加笔直。1901年12月28日，巴黎市政当局决定以此为基础修建一条沟通蒙马特高地和蒙帕纳斯的新地铁线，即MM线。1902年，贝里埃和雅尼克成立了南北公司并获批修建此线，但和城铁公司不同，南北公司必须自行解决修建的资金问题。

- 1905年4月3日线路走向对公众发布，但同年7月19日即有了延长计划，向南延长至凡尔赛门（法语：Porte de Versailles），北边也略有延伸。修建之初，原先的金属管道式修建法由于地质的不连续性而弃用，改用城铁公司的传统修建法，因此路线也变得弯弯曲曲。

- 起初的路线修建并没有遇到太大困难，除了穿越塞纳河的河底隧道，修建隧道采用直径5.24米的掘进机进行盾构法掘进。由于期间遇到水灾导致工期延误，1910年11月5日A线才投入使用。当时连接凡尔赛门站和洛雷特圣母院站。通车之日即因装饰华丽，感觉舒适而大受褒扬。次年4月8日，A线向北延长至皮加勒站。

- 此后的北延段要穿越蒙马特高地的地下，不仅遇到了大量的石膏矿导致线路走向被修改，而且线路还要随地面地形进行适度提升。新增的两个中间站：阿贝斯站和拉马克-科兰古站分别建在36米和25米深的地底，车站顶部高度也比其他车站略低以应对石膏矿压力。1912年10月30日，线路延长至于勒·若夫兰站。同年，最后的北延段亦开工，至一战初期已基本建成。但由于兴建时发现错误导致延误，直至1916年8月23日路線最終北延至拉沙佩勒门站。

- 南北公司将车站设计得较为高雅，以此来吸引更多的乘客，但高昂的维护成本让南北公司最终因财政困难而于1930年1月1日被城铁公司收购，A线改名为12号线，南北公司原有的架空电缆供电也被统一为第三轨供电。

- 1931年，根据此前的决议，12号线向西南郊延伸，凡尔赛门终点站因此被向南迁移。1934年3月24日线路延长至伊西莱穆利诺。

- 2012年12月18日，12号线向北延长一站至人民阵线站，座落在歐貝維利耶和聖但尼之间，那里有许多电视机构。该北延段耗资1.985亿欧元。

- 2022年5月31日，12號線再次北延，並在歐貝維利耶市鎮增設了艾梅·塞澤爾和欧贝维利耶市政厅兩個車站。[1]

## 车站列表

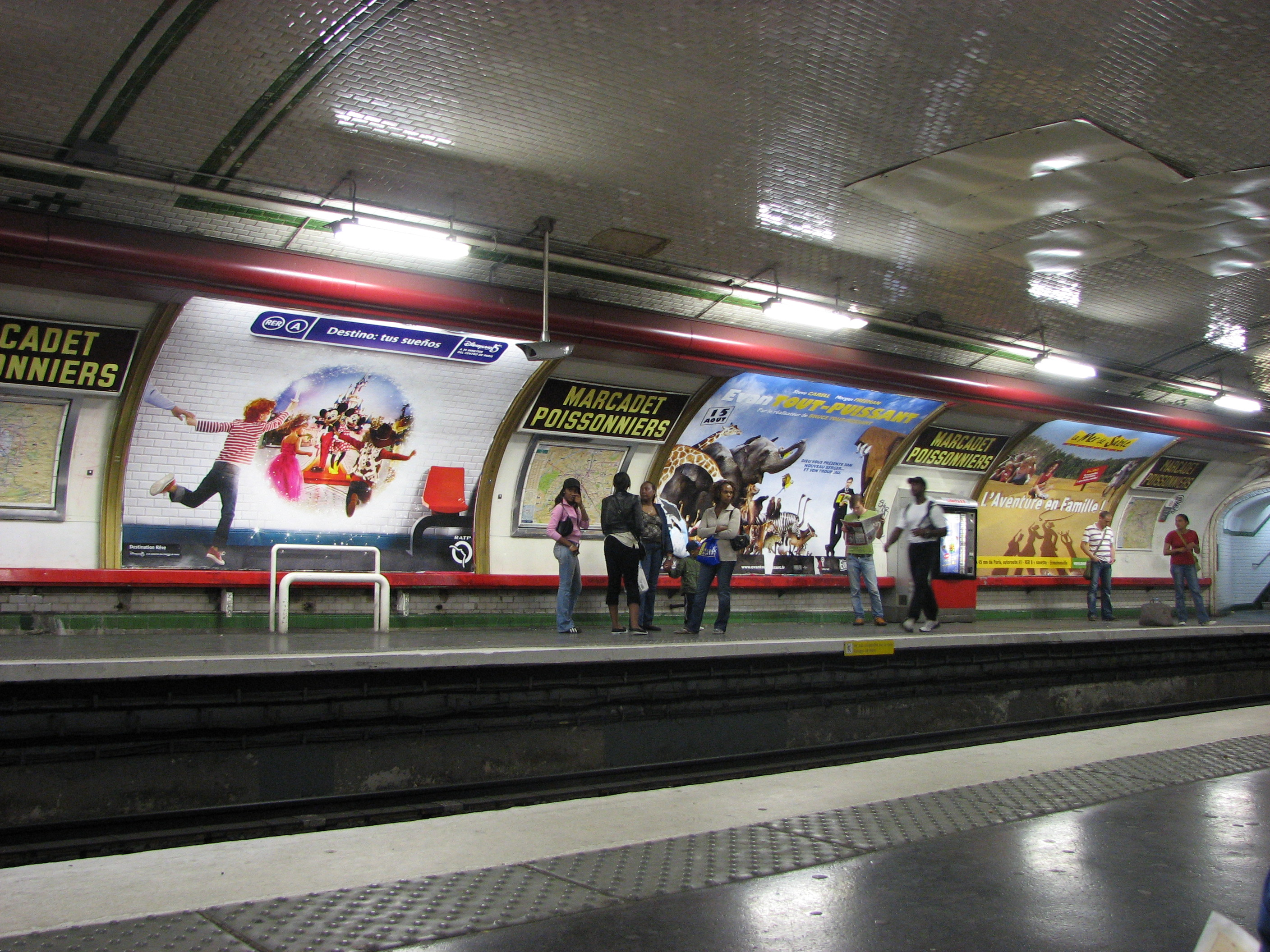
马尔卡代-鱼贩站

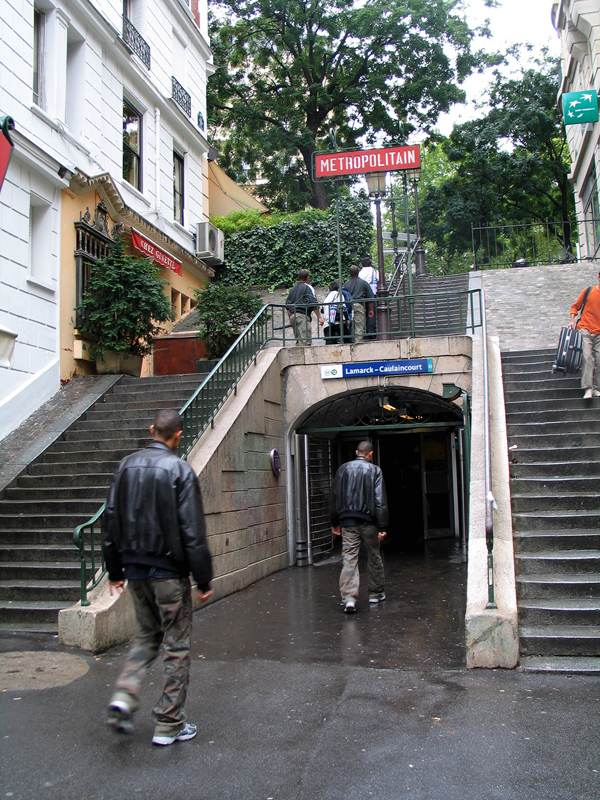
拉马克站入口, 接近蒙马特山顶

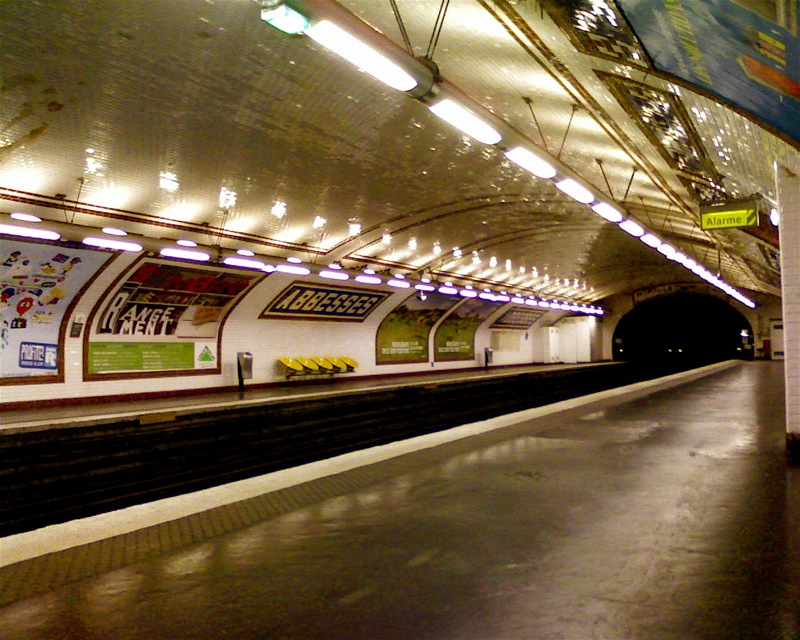
阿贝斯站

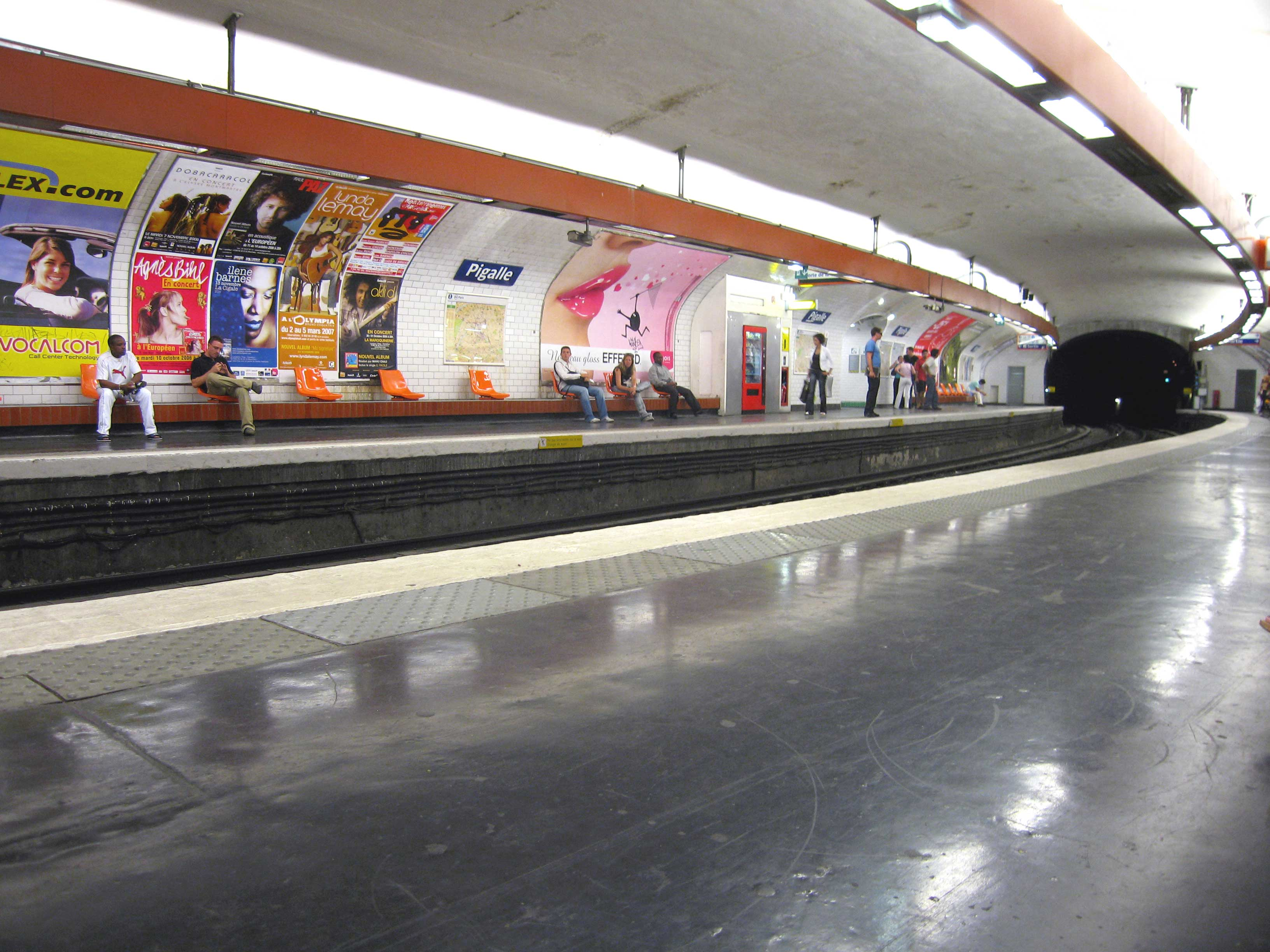
皮加勒站

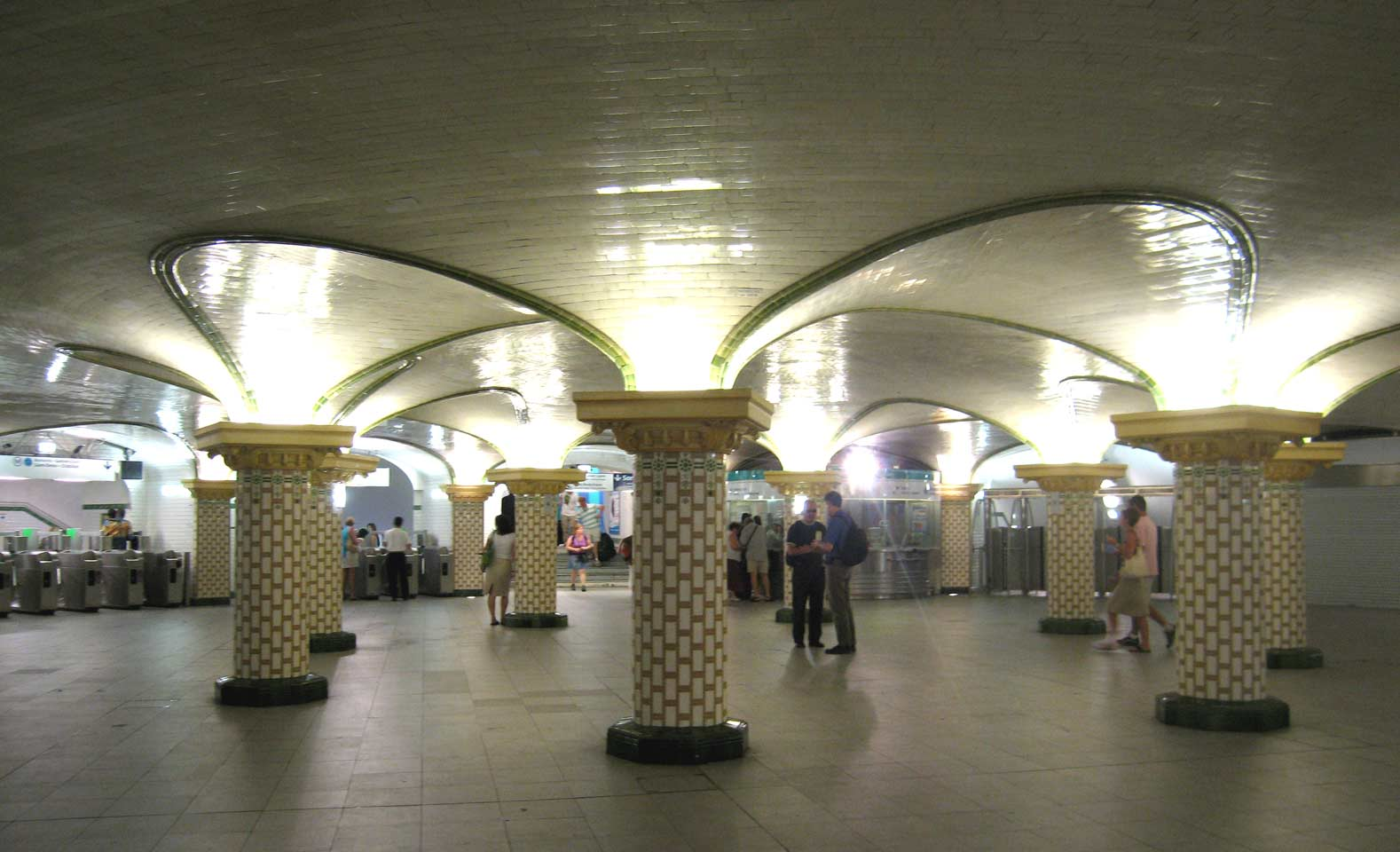
圣拉扎尔站旧有的圆形转乘大厅

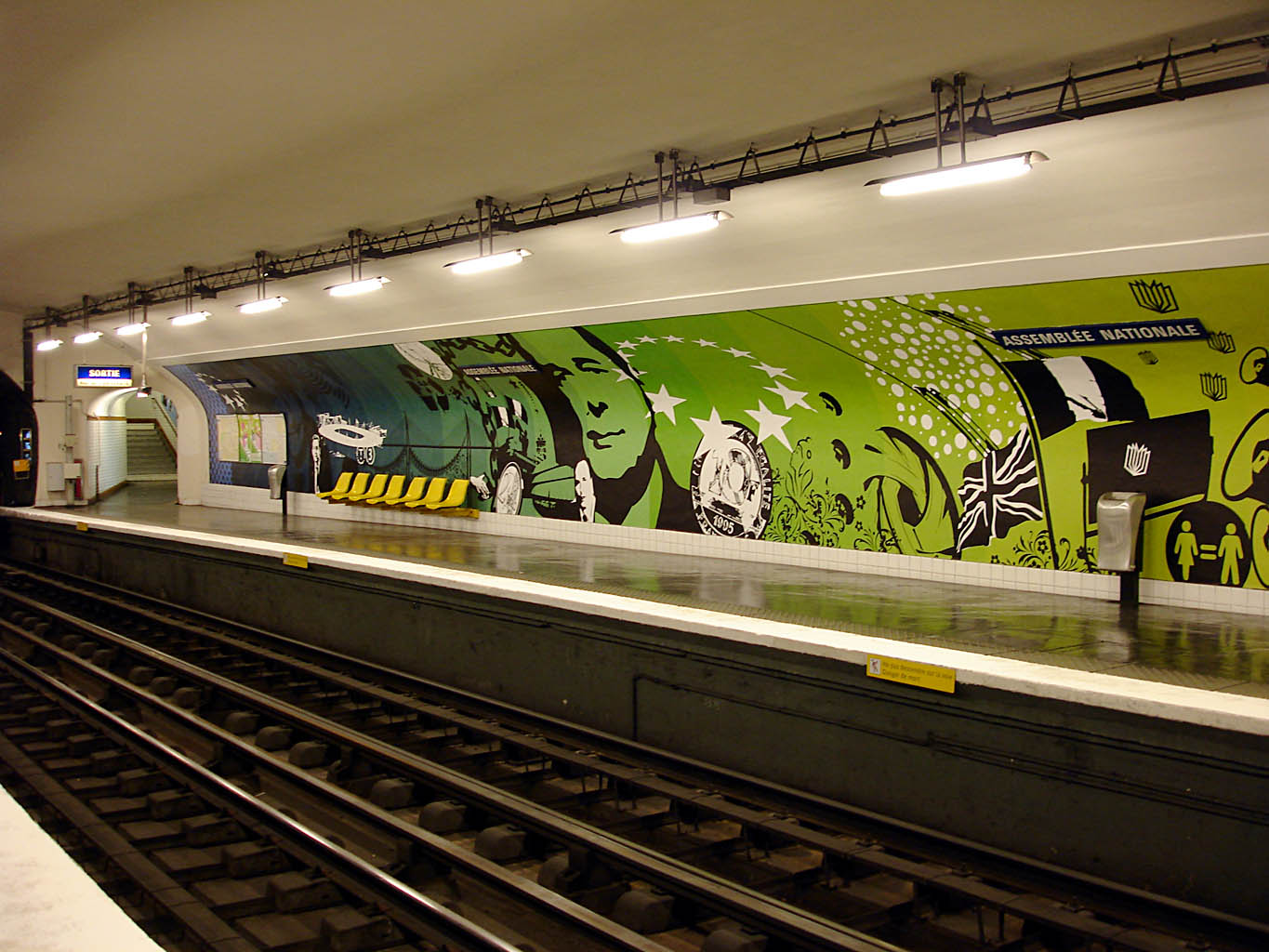
国民议会站

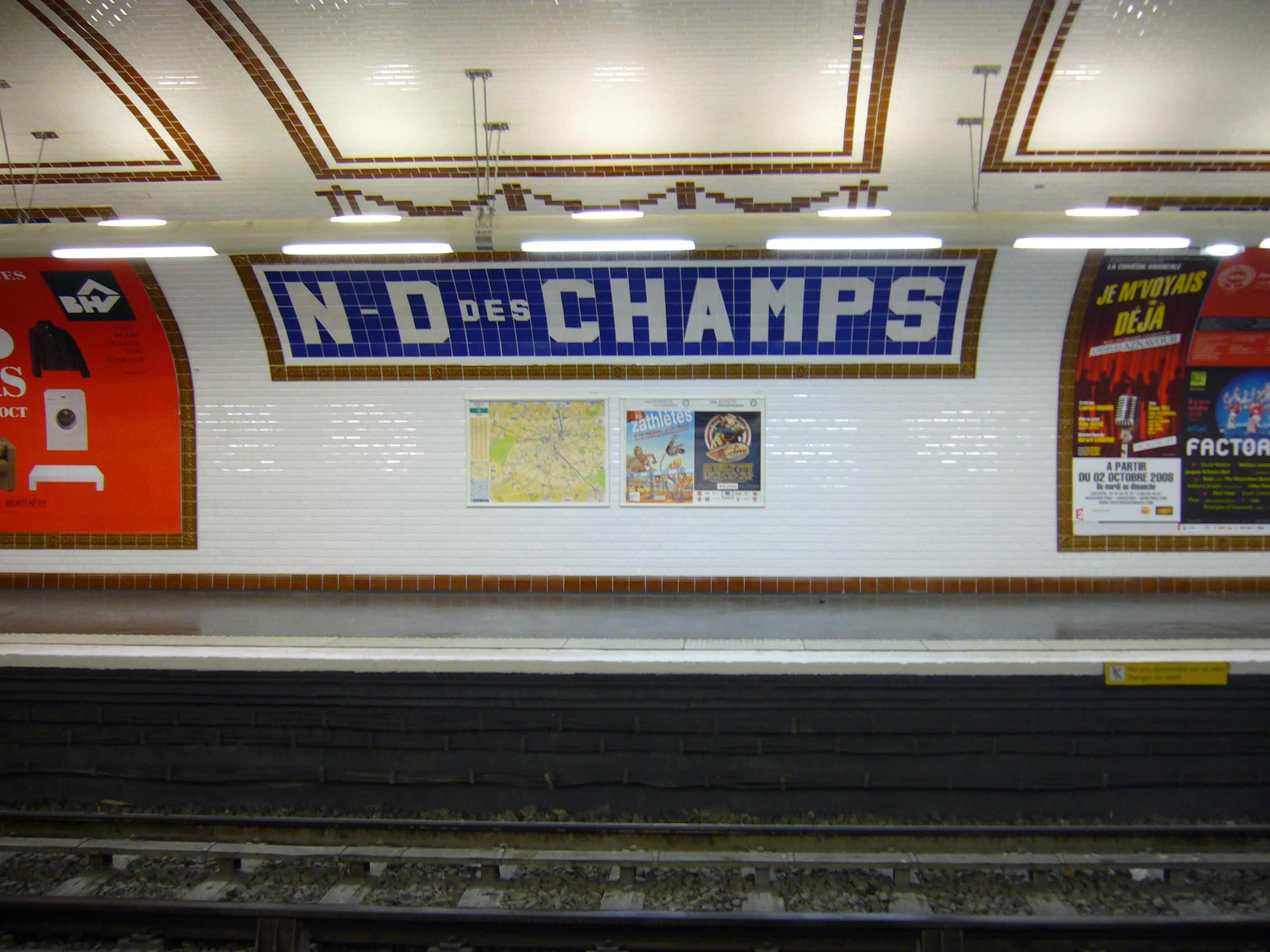
田野圣母院站

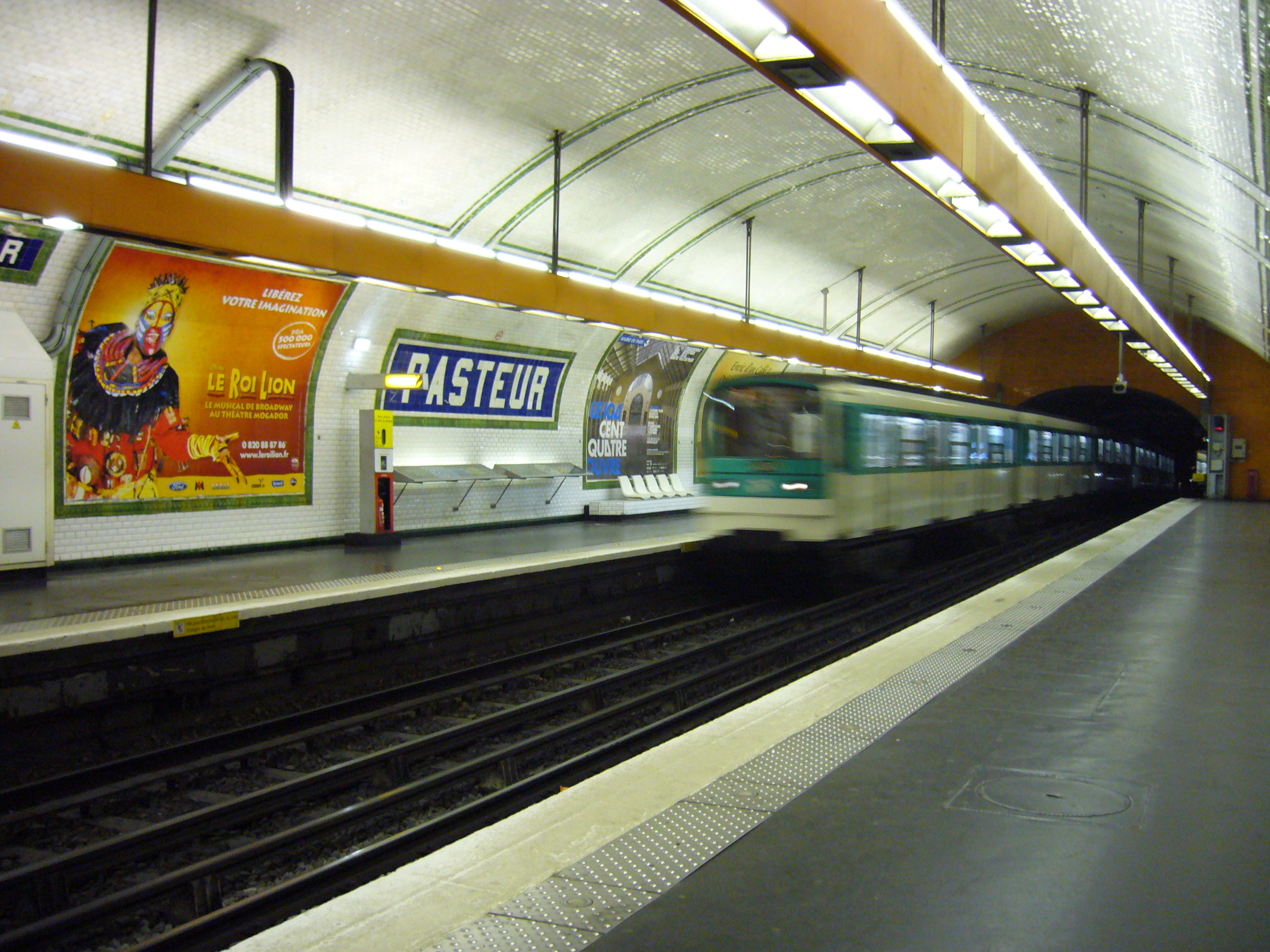
巴斯德站

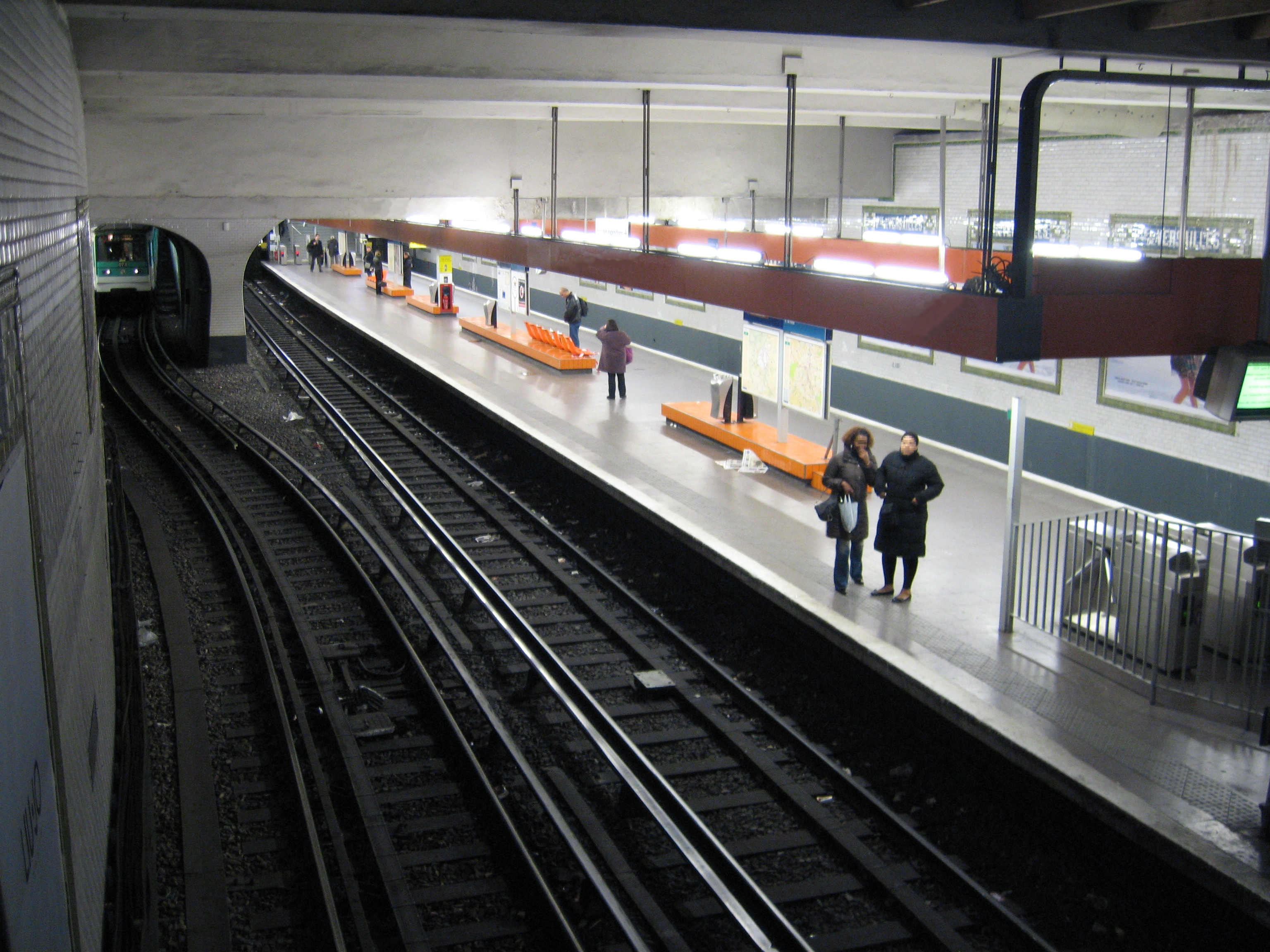
凡尔赛门站

| 中文站名              | 法文站名               | 轉乘路線                                                                          | 所在地        | 所在地             |
| --------------------- | ---------------------- | --------------------------------------------------------------------------------- | ------------- | ------------------ |
| 欧贝维利耶市政厅      | Mairie d'Aubervilliers |                                                                                   | 塞纳-圣但尼省 | 欧贝维利耶         |
| 艾梅·塞澤爾           | Aimé Césaire           |                                                                                   | 塞纳-圣但尼省 | 欧贝维利耶         |
| 人民陣線              | Front Populaire        |                                                                                   | 塞纳-圣但尼省 | 聖但尼、歐貝維利耶 |
| 拉沙佩勒门            |                        | (T) · (3b)                                                                        | 巴黎          | 18區               |
| 马克思·多尔穆瓦       |                        |                                                                                   | 巴黎          | 18區               |
| 马尔卡代-鱼贩         |                        | (M) · (4)                                                                         | 巴黎          | 18區               |
| 于勒·若夫蘭           |                        |                                                                                   | 巴黎          | 18區               |
| 拉马克-科兰古         |                        |                                                                                   | 巴黎          | 18區               |
| 阿貝斯                |                        | 蒙馬特纜車                                                                        | 巴黎          | 18區               |
| 皮加勒                |                        | (M) · (2)                                                                         | 巴黎          | 9區、18區          |
| 聖喬治                |                        |                                                                                   | 巴黎          | 9區                |
| 洛雷特聖母院          |                        |                                                                                   | 巴黎          | 9區                |
| 圣三一-代斯蒂安多尔夫 |                        |                                                                                   | 巴黎          | 9區                |
| 聖拉扎爾              |                        | 法國城際列車、TER諾曼第                                                           | 巴黎          | 8區、9區           |
| 马德莱娜              |                        | (M) · (8) · (14)                                                                  | 巴黎          | 8區                |
| 協和                  |                        | (M) · (1) · (8)                                                                   | 巴黎          | 1區、8區           |
| 國民議會              |                        |                                                                                   | 巴黎          | 7區                |
| 索尔费里诺            |                        | （奧賽博物館，出站轉乘）                                                          | 巴黎          | 7區                |
| 渡船路                |                        |                                                                                   | 巴黎          | 7區                |
| 塞夫爾-巴比倫         |                        | (M) · (10)                                                                        | 巴黎          | 6區、7區           |
| 雷恩                  |                        |                                                                                   | 巴黎          | 6區                |
| 田野聖母院            |                        |                                                                                   | 巴黎          | 6區                |
| 蒙帕纳斯-比安弗尼站   |                        | （巴黎蒙帕納斯） TGV、法國城際列車、TER諾曼第、TER中央-盧瓦爾河谷（巴黎蒙帕納斯） | 巴黎          | 6區、14區、15區    |
| 法爾吉埃              |                        |                                                                                   | 巴黎          | 15區               |
| 巴斯德                |                        | (M) · (6)                                                                         | 巴黎          | 15區               |
| 志願者                |                        |                                                                                   | 巴黎          | 15區               |
| 沃日拉尔              |                        |                                                                                   | 巴黎          | 15區               |
| 國民公會              |                        |                                                                                   | 巴黎          | 15區               |
| 凡爾賽門              |                        | (T) · (2) · (3)                                                                   | 巴黎          | 15區               |
| 科朗坦·塞尔东         |                        |                                                                                   | 上塞納省      | 伊西萊穆利諾       |
| 伊西市政厅            |                        |                                                                                   | 上塞納省      | 伊西萊穆利諾       |

### 车站设施
12号线全线位于地底，大部分车站都设有两个侧式月台，右上左下。唯独凡尔赛门站和拉沙佩勒门站分别设置了一岛一侧和双岛式混合式月台供列车存放、调头或返回车厂。
全线车站都设有自动售票机、咨询处及列车即时资讯显示器，部分车站设有残障人士设施和升降机。

### 车站曾用名

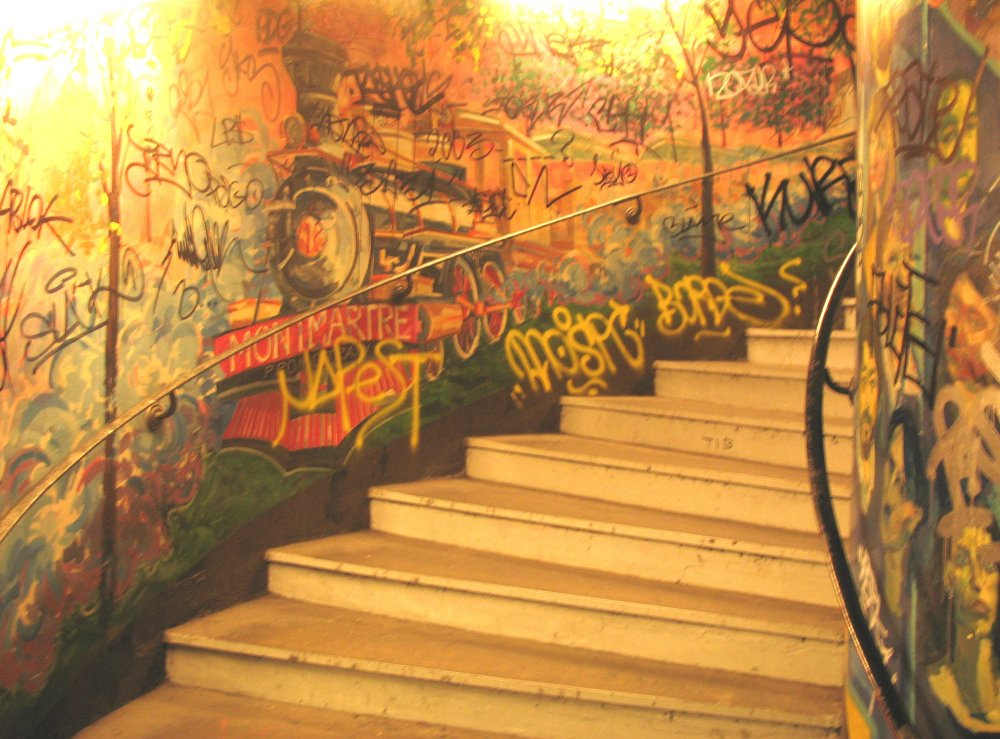
阿贝斯站的楼梯

- 马尔卡代-鱼贩站在1931年8月25日之前是相对独立的两个临近车站：马尔卡代站（4号线）和鱼贩站（12号线）。
- 塞夫尔-巴比伦站在1923年之前叫做「塞夫尔-红十字站」。
- 蒙帕纳斯-比安弗尼站在1942年10月6日之前是相对独立的两个临近车站：蒙帕纳斯站（4、12号线）和比安弗尼站（6、13号线）。两站合并之后，月台之间的换乘通道安装了自动滚梯。
- 科朗坦·塞尔东站在1945年10月15日之前叫做「小家具站」。
- 国民议会站在1989年6月30日之前叫做「议事厅站」。

### 车站特色

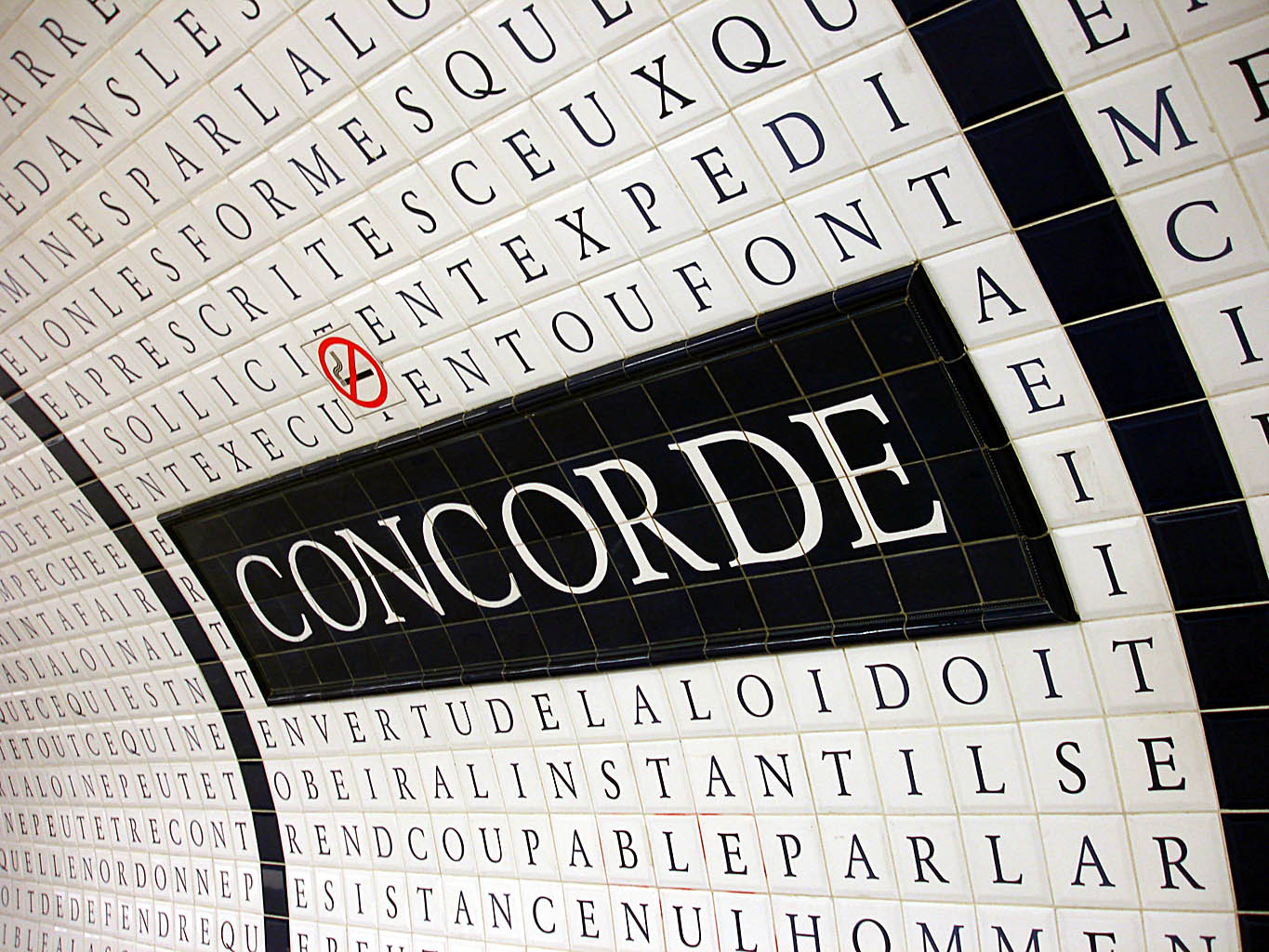
协和广场站的"字母墙"

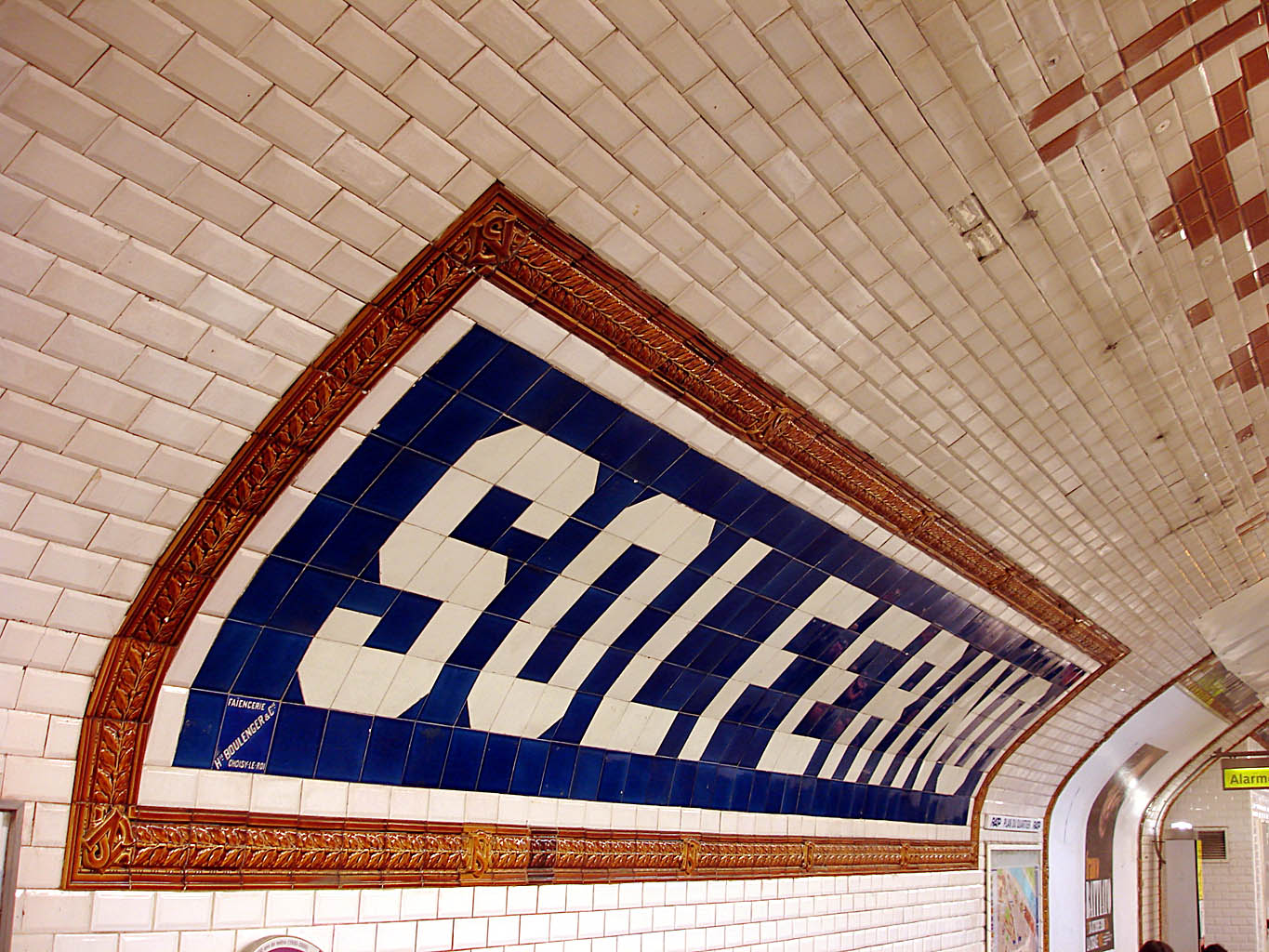
北南公司的特色装饰

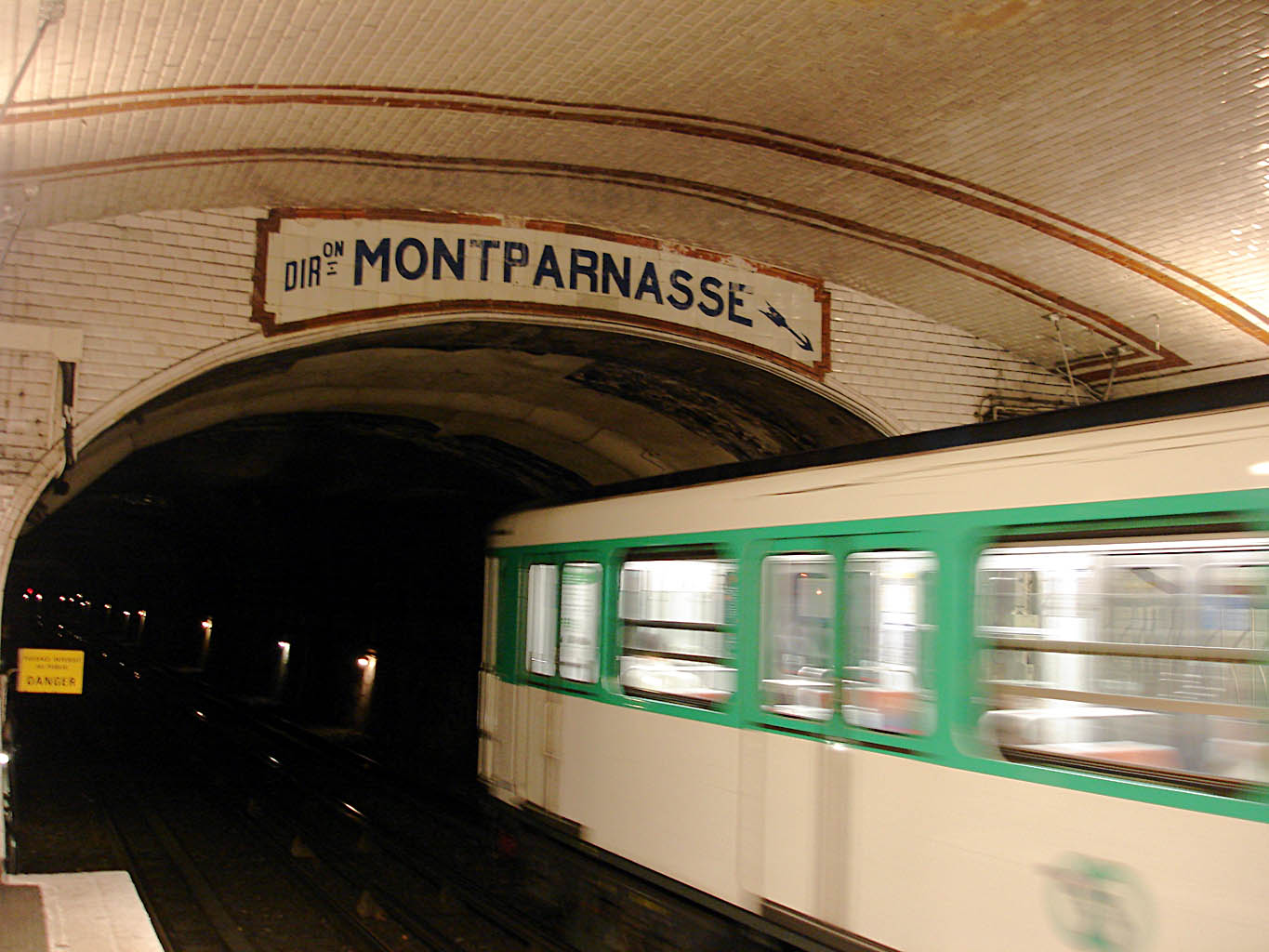
北南公司的方向指示装饰

- 阿贝斯站安装在两个竖井中间，配备有两台升降机和几个上百级的螺旋形楼梯。其中，通往地面的楼梯墙面装饰着蒙马特的自然和人文生活，而通往月台的楼梯墙面则装饰着附近的著名景点风格，比如红磨坊、圣心堂等。
- 协和广场站的墙面瓷砖都刻有字母，每一行都节选自1789年法国大革命时期颁布的人权宣言。
- 国民议会站的墙面用拼贴的壁画装饰，展示着法兰西第五共和国50年来的历史画卷。
- 巴斯德站以法国著名化学家、细菌学家路易·巴斯德的名字命名，墙壁铺有红砖的车站内亦装饰着巴斯德之后生物和医学的发展变革。
- 蒙帕纳斯-比安弗尼站以巴黎地铁路网的总设计师命名，月台上和滚梯换乘通道内也陈列着巴黎地铁百年来的工程摘要。
- 凡尔赛门站在1931年因线路向南延伸而将月台向南迁移了40米。现在北行和南行两个站厅略有错开，原来的月台位置被路轨取代並作车库用。

另外，12号线最初由北南公司运营，因此北南公司的很多艺术装饰都保留了下来，比如公司的陶瓷标志「NS」、车站名的马赛克装饰、车站站牌外框的颜色随车站而变化、转乘站为绿色、非转乘站为栗色等等。
值得注意的是，在一些车站隧道口的上方会用马赛克雕刻隧道前方的方向（包括一个箭头指向右边月台）：
- 在索尔费里诺站和田野圣母院站之间（除渡船路站），标示是「往蒙帕纳斯方向」（南行）和「往蒙马特方向」（北行）；
- 在马尔卡代站和阿贝斯站之间（于勒站除外），标示是「往凡尔赛门方向」（南行）和「往拉沙佩勒门方向」（北行）；
- 在法居耶站，标示是「往凡尔赛门方向」（南行）和「往蒙马特方向」（北行）。

其它车站原来也有類似標示，不过随着车站翻新和时间流逝而不再存在。

## 使用车型
通车初期直至1930年，12号线使用斯普拉格-汤普森列车，但不同于城铁公司的是南北公司给其配备了架空电缆和集电靴。1930年北南公司被并购，架空电缆被拆除，但车厢的一些特殊的地方保留了下来，特别是颜色。1971年6月至1973年10月，随着7号线逐渐更换为MF 67列车，7号线固有的斯普拉格列车转给12号线使用，而12号线原有的列车在1972年5月15日之前退役。1978年，12号线全部更换成MF 67列车，5节一组，使用至今。

## 使用状况
12号线是巴黎地铁系统中一条客流量中等的线路，客流量只有6号线或13号线的2/3，不到1号线的一半。从1992年到2004年客流量稍微增长了0.5%。
| 年份            | 1992 | 1993 | 1994 | 1995 | 1996 | 1997 | 1998 | 1999 | 2000 | 2001 | 2002 | 2003 | 2004 |
| 客流量 (百万人) | 71,7 | 69,3 | 68,6 | 59,6 | 63,3 | 64,6 | 67,6 | 69,8 | 73,6 | 73,8 | 74,4 | 70,9 | 72,1 |

其中，圣拉扎尔站和蒙帕纳斯-比安弗尼站的客流量分别达到3453万人和2946万人，高于线上其他站点。

## 未来计划

### 北延段
法兰西岛规划办（SDRIF）也已提交了向北延长至路面电车1号线的新庭-六条路站的计划。改北延段将途经B线的新庭奥贝维埃站。但目前该计划并无任何下文。 

### 南延段
12号线的南延段也在计划中，伊西莱穆利诺的官员和大众运输公司（RATP）提出将12号线南延至伊西站，和C线及路面电车2号线接驳。但目前该计划已经被电车2号线的东南延伸段取代，相关内容在2008年9月25日的法兰西岛委员会会议上已通过。 
不过，随着2011年大巴黎快线方案出炉，12号线的南延段计划重新恢復，该南延段将和大巴黎快线交汇并设立一个换乘站。2012年9月25日，伊西市政府和法兰西岛运输联合会（STIF）就12号线延伸的问题进行了磋商。预计该延伸段将在2030年以前完成。

## 周边主要旅游景点

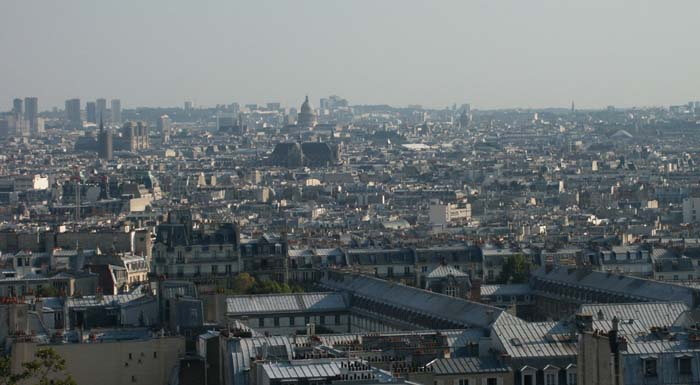
蒙马特高地鸟瞰巴黎

- 蒙马特高地
- 圣心堂
- 玛达肋纳堂
- 协和广场
- 国民议会
- 巴黎会展中心（法语：Parc des expositions de la porte de Versailles）